# Federica Fantozzi
Federica Fantozzi (Roma, 14 settembre 1968) è una scrittrice e giornalista italiana.

## Biografia
Nata a Roma, dove vive e lavora, è stata cronista parlamentare per il quotidiano L'Unità fino alla sua chiusura.
Collaboratrice di altre testate quali L'Espresso, Sette, Il Mattino, La Nazione, la Repubblica e Italia Oggi, è autrice di quattro romanzi di cui due con protagonista la giornalista Amalia Pinter e della biografia di Enrico Letta.

## Opere

### Serie Amalia Pinter
- Il logista[7], Venezia, Marsilio, 2017 ISBN 978-88-317-2621-4.
- Il meticcio[8], Venezia, Marsilio, 2019 ISBN 978-88-317-8952-3.

### Altri romanzi
- Caccia a Emy, Venezia, Marsilio, 2000 ISBN 88-317-7378-X.
- Notte sul Negev, Venezia, Marsilio, 2001 ISBN 88-317-7720-3.

### Biografie
- Enrico Letta con Roberto Brunelli, Roma, Editori internazionali riuniti, 2013 ISBN 978-88-359-9292-9.

## Premi e riconoscimenti
- Premio letterario nazionale per la donna scrittrice: 2000 vincitrice nella sezione "Opera prima" con Caccia a Emy[9][10]